# Jozef Lukačovič
Jozef Lukačovič (15. ledna 1902 Trnava - 17. dubna 1991 Bratislava) byl slovenský a československý římskokatolický kněz, meziválečný politik agrární strany, poválečný funkcionář Demokratické strany a poúnorový předák Strany slovenské obrody, za níž zasedal jako poslanec Národního shromáždění ČSSR a Sněmovny lidu Federálního shromáždění a působil ve Sboru pověřenců.

## Biografie
Studoval základní školu a gymnázium v rodné Trnavě. Maturoval ovšem v červenci 1920 na gymnáziu v Bratislavě. Pak studoval teologii na biskupském semináři v Trnavě, později studoval teologii v Ostřihomi, Vídni a nakonec opět v Trnavě. Původně byl národností Maďarem (byť ovládal slovenštinu), slovenskou národnost přijal až roku 1938. 3. května 1925 byl v Trnavě vysvěcen na kněze. Působil pak jako kaplan na různých místech Slovenska. Od roku 1930 byl duchovním správcem Občanské opatrovny sv. Ladislava v Bratislavě. V roce 1931 zanechal pastorační činnosti a působil jako pedagog. Spoluzakládal Slovenský katolický skauting, kterému po několik let i předsedal. Je uváděn jako autor pozdravu katolických skautů „Na stráž!“, který byl později přejat coby oficiální pozdrav za Slovenského státu. Měl přitom kritický vztah k Hlinkově slovenské ľudové straně a v červnu 1938 na agrárnickém mítinku v Bratislavě měl prohlásit: „keby ľudáci ešte raz usporiadali takú manifestáciu, akú mali v nedeľu, tak by sme proti nim postavili guľomety a všetko by sme vystrieľali“. V roce 1939 byl propuštěn ze služeb ministerstva školství, v období červen-říjen 1941 dokonce vězněn v Ilavě (propuštěn na základě intervence jeho rodiny u prezidenta Tisa) a po zbytek války opět působil jako duchovní.
Po válce vstoupil do Demokratické strany a na jejím 1. celostátním sjezdu v červenci 1945 byl za ni zvolen členem Slovenské národní rady. Po volbách v roce 1946 se stal pověřencem pošt, od roku pověřencem informací. Biskup Pavol Jantausch ho žádal, aby se zřekl této politické funkce, ale Lukačovič neuposlechl. V srpnu 1948 byl proto suspendován z kněžské funkce (v roce 1951 musela být suspendace pod nátlakem státu odvolána).
Na základě výsledků parlamentních voleb roku 1946 byl zvolen do Slovenské národní rady. Opětovně byl za poslance SNR zvolen ve volbách roku 1948, ve volbách roku 1954 a volbách roku 1960.
Ještě před únorovým převratem se počátkem roku 1948 stal v rámci Demokratické strany členem prokomunisticky orientované frakce, která žádala očistu strany. Kromě něj jí tvořili například Jozef Kyselý nebo Milan Polák. Během samotného převratu byl předákem jednoho z hlavních stranických křídel a členem Akčního výboru, který v Demokratické straně převzal moc a během následujících týdnů ji proměnil na Stranu slovenské obrody coby loajálního spojence komunistického režimu. Až do roku 1968 byl jejím místopředsedou. V roce 1949 patřil mezi skupinu aktivistů Strany slovenské obrody, které komunistický režim zapojil do takzvané Katolické akce, jež měla za cíl rozštěpit katolický tábor na Slovensku a vytvořit v něm prostátní a prokomunistickou frakci. Po volbách do Národního shromáždění roku 1948 se stal pověřencem techniky. V této funkci v roce 1949 pokládal základní kámen budovy nové pošty v Trnavě. Po volbách v roce 1954 se stal pověřencem stavebnictví (později spojů). Po zrušení Sboru pověřenců v roce 1960 o funkce přišel, což těžce nesl. Zasedal ovšem nadále v Slovenské národní radě.
Ve volbách roku 1964 byl zvolen za SSO do Národního shromáždění ČSSR za Východoslovenský kraj. V Národním shromáždění zasedal až do konce volebního období parlamentu v roce 1968.
K roku 1968 se profesně uvádí jako náměstek pověřence SNR z obvodu Gelnica. Koncem roku 1968 se zúčastnil debat o finální podobě ústavního zákona o československé federaci. V rozpravě podpořil, aby celostátní parlament bral za vodítko názory republikových národních rad, čímž se přihlásil k modelu volné federace se silnými národními celky.
Po federalizaci Československa usedl roku 1969 do Sněmovny lidu Federálního shromáždění (volební obvod Gelnica). Ve Federálním shromáždění setrval do konce volebního období parlamentu, tedy do voleb roku 1971.
Během pražského jara roku 1968 patřil v rámci strany k mírně reformnímu křídlu, které požadovalo aktivnější politiku a kritizovalo strnulé poměry před rokem 1968. Po invazi vojsk Varšavské smlouvy do Československa bylo toto křídlo politicky eliminováno a většina jeho představitelů vytlačena z funkcí i ze strany. Lukačovič ovšem politicky přežil. V roce 1969 sice odešel na penzi, ale až do roku 1971 byl poslancem Federálního shromáždění a až do roku 1975 členem předsednictva slovenské Národní fronty. Vyjádřil zájem o účast v prokomunistické katolické organizaci Pacem in terris. Jako příliš zkompromitovaný byl ale odmítnut. Cyrilometodská bohoslovecká fakulta v Bratislavě mu „za zvláštne zásluhy v cirkevnej politike, za príkladnú odbornú prácu a príkladnú výchovu veriacich k ľudskému pokroku a mierovému budovaniu“ udělila roku 1953 čestný doktorát ThDr. h. c. Byl aktivní i jako publicista. Napsal řadu článků a pojednání, v nichž obhajoval oficiální komunistickou ideologii. Jeho pohřeb v Trnavě vedl další prokomunistický aktivista katolického politického tábora Štefan Záreczky.